# Rada Generalna (Andora)
Rada Generalna (nazwa oficjalna: Rada Generalna Dolin, kat. Consell General de les Valls) – jednoizbowy parlament Andory, liczący 28 członków. Połowa z nich wybierana jest w wyborach przeprowadzanych w systemie proporcjonalnym, gdzie cały kraj stanowi jeden okręg wyborczy. Druga połowa wyłaniana jest przez wyborców w poszczególnych parafiach, stanowiących jednostkę podziału terytorialnego Andory. Kadencja trwa cztery lata. Rada wybiera premiera Andory, który musi jednak zostać zatwierdzony przez obu współksiążąt. Radzie przewodniczy Syndyk Generalny (Sindic General).

## Chronologiczna lista Syndyków Generalnych Andory
| #   | Imię i nazwisko                  | Portret | Kadencja         | Kadencja         | Partia polityczna | Partia polityczna |
| #   | Imię i nazwisko                  | Portret | Od               | Do               | Partia polityczna | Partia polityczna |
| --- | -------------------------------- | ------- | ---------------- | ---------------- | ----------------- | ----------------- |
| 1   | Jordi Farràs Forné               |         | 4 maja 1993      | 19 stycznia 1994 |                   | AND               |
| 2   | Josep Dallerès Codina (ur. 1949) |         | 19 stycznia 1994 | 10 marca 1997    |                   | AND               |
| 3   | Francesc Areny Casal (ur. 1959)  |         | 10 marca 1997    | 17 maja 2005     |                   | PLA               |
| 4   | Joan Gabriel i Estany (ur. 1963) |         | 17 maja 2005     | 19 maja 2009     |                   | PLA               |
| (2) | Josep Dallerès Codina (ur. 1949) |         | 19 maja 2009     | 28 kwietnia 2011 |                   | PSA               |
| 5   | Vinenç Mateu Zamora (ur. 1961)   |         | 28 kwietnia 2011 | 2 maja 2019      |                   | DA                |
| 6   | Roser Sunyé Pascuet (ur. 1960)   |         | 2 maja 2019      | 26 kwietnia 2023 |                   | DA                |
| 7   | Carles Enseñat Reig (ur. 1985)   |         | 26 kwietnia 2023 | nadal            |                   | DA                |